# Hagu Teungoh
Hagu Teungoh is een bestuurslaag in het regentschap Lhokseumawe van de provincie Atjeh, Indonesië. Hagu Teungoh telt 4704 inwoners (volkstelling 2010).